# Campbellton (Florida)
Campbellton város az USA Florida államában, Jackson megyében. Lakosainak száma 191 fő (2020. április 1.).

## Népesség
A település népességének változása:
| Lakosok száma | 212  | 230  | 191  |
|               | 2000 | 2010 | 2020 |